# Dziwno (przystanek kolejowy)
Dziwno – przystanek kolejowy w Dziwnie w gminie Sadlinki, w powiecie kwidzyńskim, w województwie pomorskim na linii kolejowej nr 207.

## Ruch pasażerski
| Rok  | Wymiana pasażerska na dobę |
| ---- | -------------------------- |
| 2017 | 0-9                        |
| 2022 | 0-9                        |